# Кремницке-Врхи

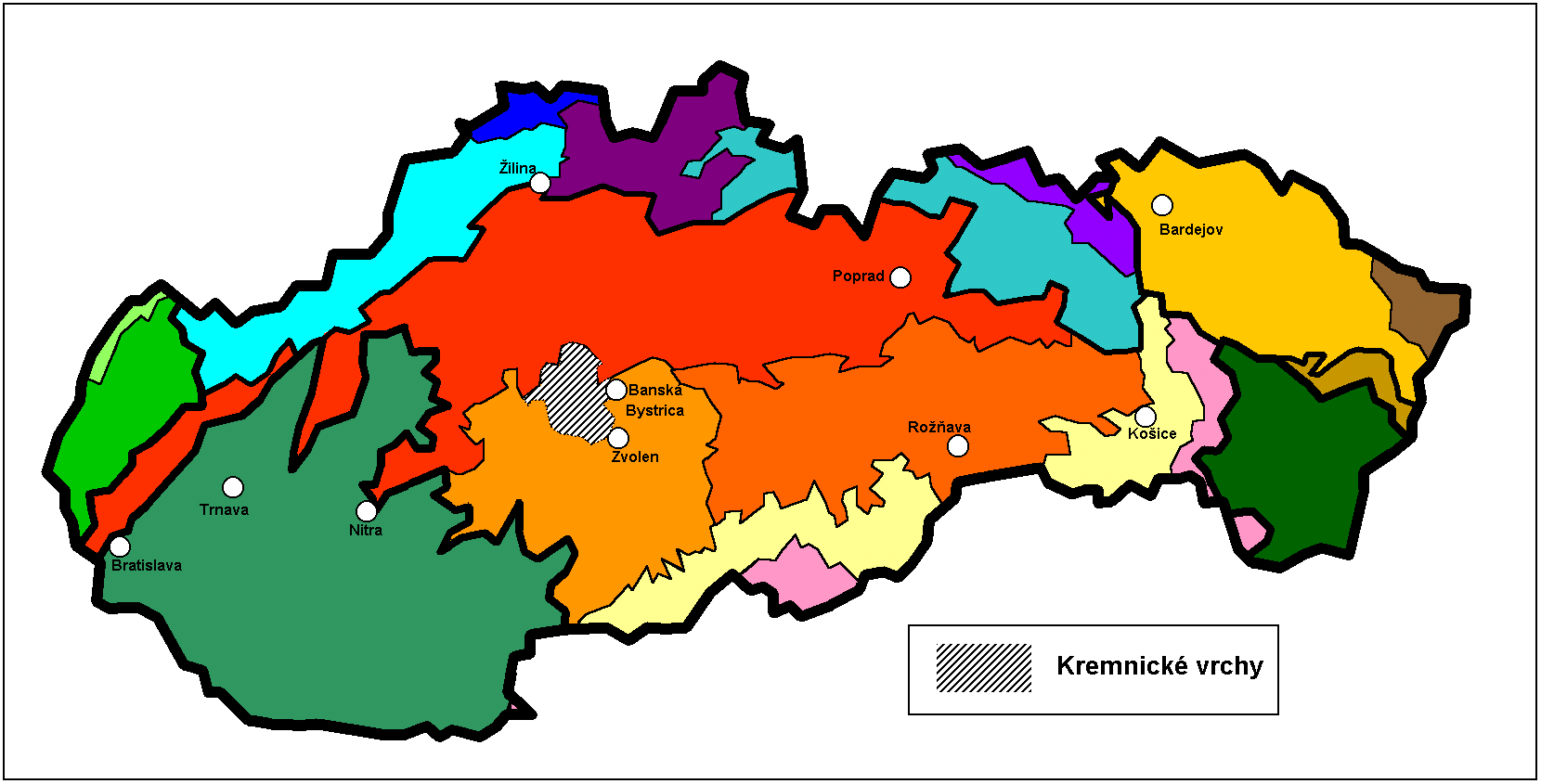
Расположение

Кре́мницке-Врхи (словац. Kremnické vrchy) — горный массив в центральной Словакии, часть Словацкого Стредогорья. Наивысшая точка — гора Флохова, 1318 м. Состоит из пяти частей:
- Флоховский хребет
- Кунешовское плоскогорье
- Ястрабья возвышенность
- Туровское предгорье
- Малаховское предгорье

Растительность — в основном пихтово-буковые леса. По территории Кремницки-Врхов протекает река Грон.

## Достопримечательности
- Город Кремница
- Средневековый туннель у Тайова
- Заповедники Бадински пралес, Боки
- Пещера Гарманецка-Яскиня
- Скалы - Ястрабска скала, Чертова скала и т. д.
- Горнолыжные центры Скалка, Крагуле